# Mikromatris

Mikromatriser, genchips, DNA-chips eller microarrays är en molekylärbiologisk metod för att samtidigt mäta de relativa koncentrationerna mRNA för tusentals olika gener i ett prov, exempelvis odlade celler eller en vävnad. Det finns olika varianter av metoden, men alla har det gemensamt att en yta, ofta ett nylonmembran eller en kiseldioxidyta, delas in i tusentals olika mindre områden (celler). Genom en teknik som kallas för fotolitografi applicerar man en typ av oligonukleotid i varje cell; dessa kallas sonder (prober). Varje typ av oligonukleotid motsvarar en viss sekvens i ett specifikt mRNA-transkript. Man inkuberar sedan sin matris med ett templat som är inmärkt med någon mindre molekyl, ofta biotin. Templatet kan antingen vara en PCR-produkt eller cDNA.
Efter inkuberingen utnyttjar man gängse biotininfärgning, bindning med hög affinitet till streptavidin för att läsa av den mängd templat som bundit till sonderna i cellerna. Ett datorprogram används sedan för att konstruera en schematisk bild över de relativa nivåerna av transkript.
Mikromatriser är en teknik med vars hjälp man snabbt och effektivt kan undersöka aktiviteten hos tusentals olika gener samtidigt. Exempel på tillämpningar för tekniken är jämförelser av expressionsnivåer i olika vävnadsformer, till exempel kan man jämföra samtliga genuttryck i cancervävnad respektive frisk vävnad, i embryonal vävnad relativt vuxen vävnad. Man kan således avgöra vilka gener som uttrycks. Även om tekniken är dyr har den fått mycket stor spridning, och på många universitet finns resurscentra som enskilda forskargrupper kan kontakta för att använda metoden.
Jämför även med Real-time PCR och DNA-sekvensering